# Illa Kitchener

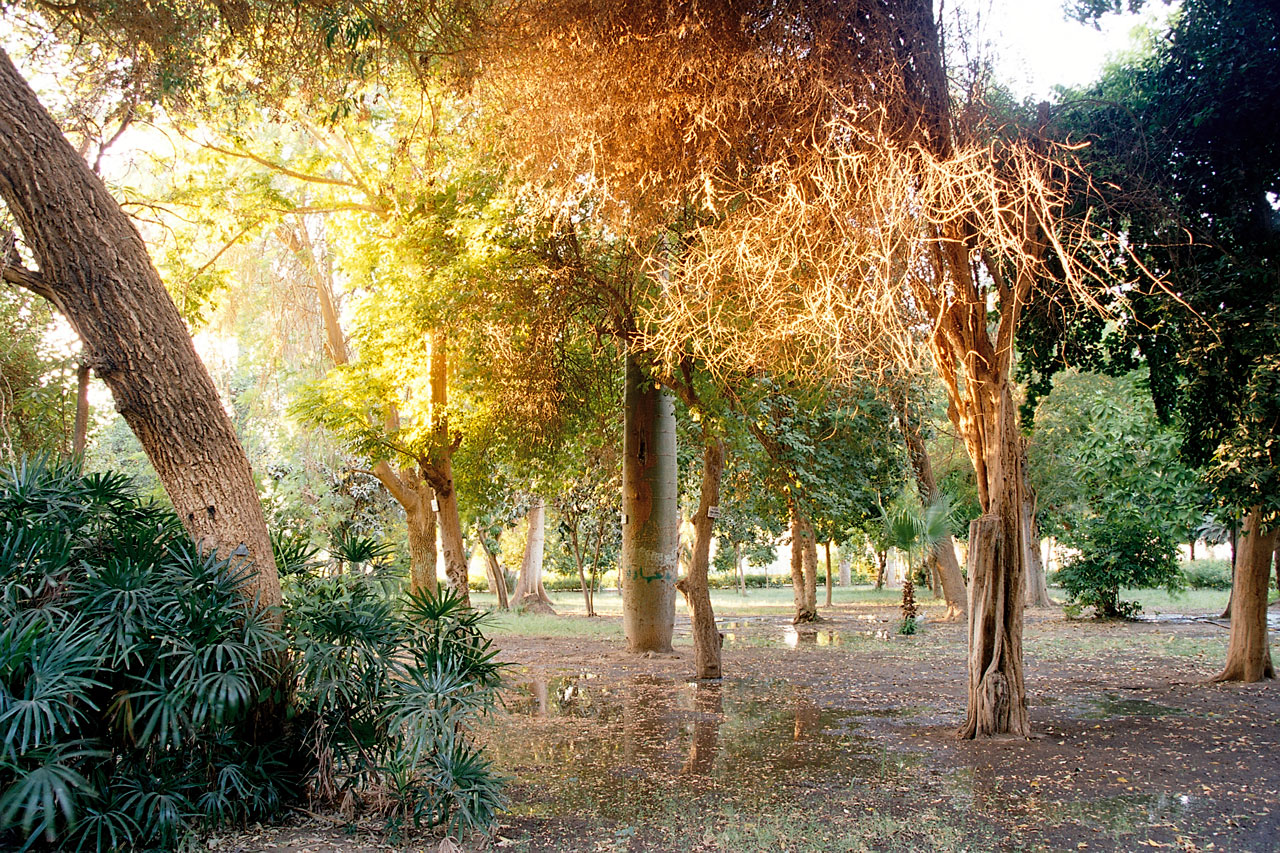
Arbres a l'illa Kitchener

L'illa Kitchener (àrab: جزيرة النباتات, jazīrat an-Nabātāt) és una petita illa al davant d'Assuan, Egipte, que rep el nom del general Horatio Kitchener, que el 1883 va ser enviat a Egipte i va ser governador general del Sudan i guanyador de la guerra contra els dervixos (1898), el qual hi va plantar nombroses plantes exòtiques que avui dia conformen un jardí botànic.